# Jakob II. (England)

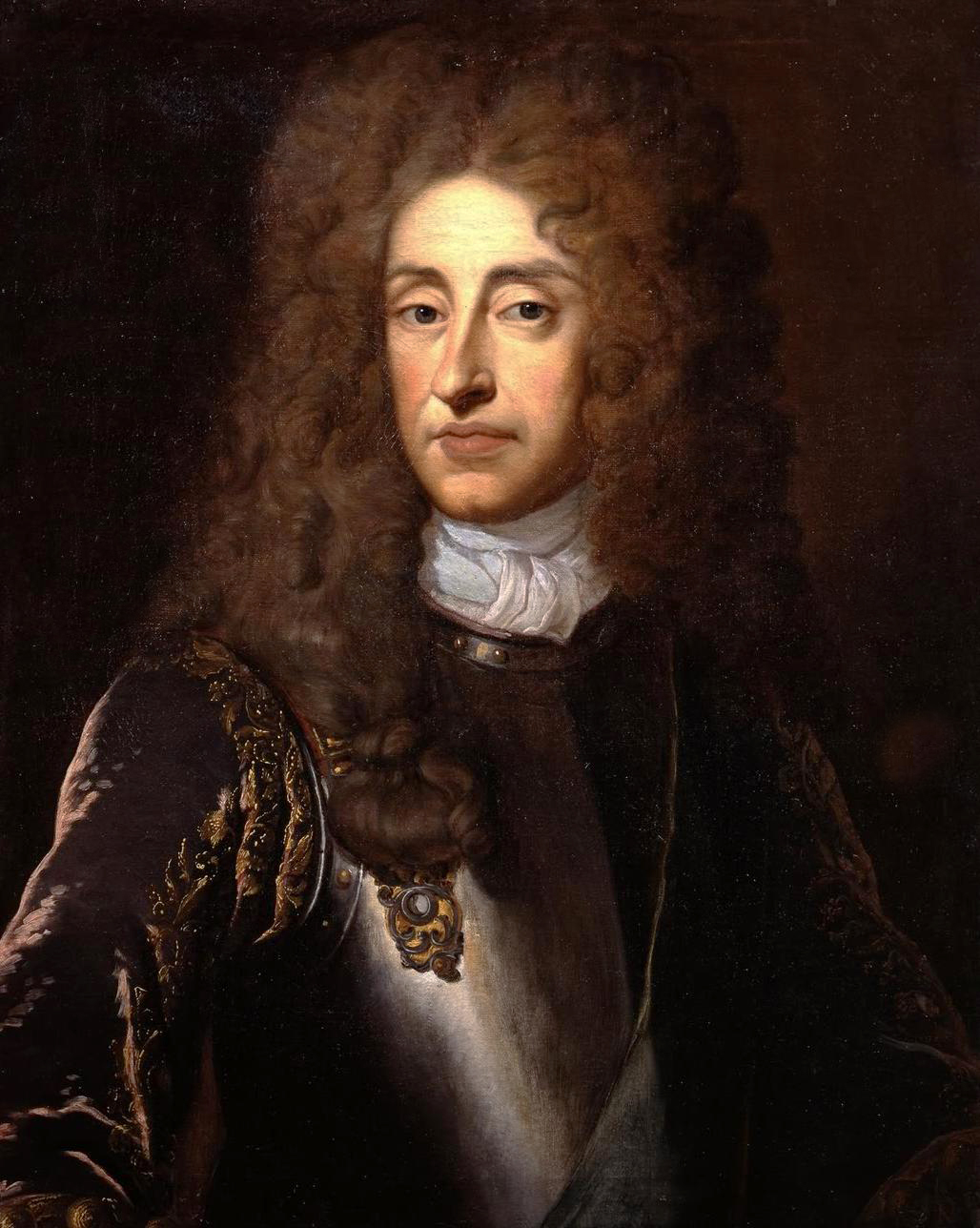
Godfrey Kneller, König Jakob II. von England

Jakob II. von England (englisch James II; * 14. Oktober 1633 im St James’s Palace in London; † 16. September 1701 in Saint-Germain-en-Laye), zugleich Jakob VII. von Schottland, wurde am 23. April 1685 zum König von England, König von Schottland und König von Irland gekrönt. Er folgte seinem Bruder Karl II. nach, dem er zuvor als Lord High Admiral und Oberbefehlshaber der Royal Navy sowie als Lord High Commissioner von Schottland gedient hatte. Nach seinem damaligen Titel Duke of York wurde 1664 die von den Niederländern kampflos übergebene Kolonie Nieuw Amsterdam in New York umbenannt.
Bereits 1668/69 war der im französischen Exil aufgewachsene Prinz zum Katholizismus konvertiert mit dem erklärten Ziel, England zu rekatholisieren. Das führte alsbald zum Widerstand gegen sein Recht zur Thronnachfolge seines kinderlosen Bruders Karl II., jedoch hatte der Widerstand zunächst keine Folgen, weil eine Thronnachfolge durch seine protestantischen Töchter aus erster Ehe angenommen wurde und die Geburt eines katholischen Thronnachfolgers aus seiner zweiten, katholischen Ehe nicht mehr zu erwarten war. Entgegen dieser Erwartungen wurde ihm 1688 aus der zweiten, katholischen Ehe doch noch ein Sohn geboren. Kurz darauf wurde Jakob II. wegen seiner pro-katholischen und absolutistischen Politik im Verlauf der Glorious Revolution im Januar 1689 als König abgesetzt und durch seine Tochter Maria und ihren Mann Wilhelm III. von Oranien ersetzt.

## Geschichtlicher Überblick
Jakob war der letzte katholische Monarch, der über die damals anglikanischen bzw. presbyterianischen Königreiche England und Schottland herrschte. Seiner katholischen Personalpolitik misstraute ein Großteil der Bevölkerung. Besonders der Adel warf ihm vor, er wolle Britannien zum Katholizismus zurückführen und eine absolutistische Herrschaftsform wie in Frankreich errichten. Dies führte dazu, dass seine Gegner ihn in der Glorious Revolution 1688 absetzten. Ihm folgte nicht sein zur Thronfolge berechtigter Sohn James Francis Edward aus der zweiten, katholischen Ehe nach, sondern Jakobs protestantische Tochter Maria II. aus erster Ehe, gemeinsam mit ihrem Gemahl Wilhelm von Oranien, dem Statthalter der Niederlande, der als Wilhelm III. auf den Thron berufen wurde.
Jakob II. versuchte mehrfach mit Hilfe Ludwigs XIV. von Frankreich, auf den Thron zurückzukehren: Aus dem französischen Exil fuhr er 1689/90 in das katholische Irland, wo er für etwas über ein Jahr wieder herrschen konnte, bis er in der Schlacht am Boyne von seinem Schwiegersohn besiegt wurde und nach Frankreich zurück floh. 1696 scheiterte ein Mordkomplott gegen Wilhelm III.
Auch der Sohn James Francis Edward Stuart (the Old Pretender, der „alte Thronanwärter“) und der Enkel Charles Edward Stuart (the Young Pretender, der „junge Thronanwärter“) bemühten sich um militärische Unterstützung durch verschiedene europäische Staaten, scheiterten jedoch mit ihren Jakobitenaufständen in den Jahren 1715, 1719 und 1745. Schon ab 1690 wurden ihre Anhänger Jakobiten genannt.

## Jugend

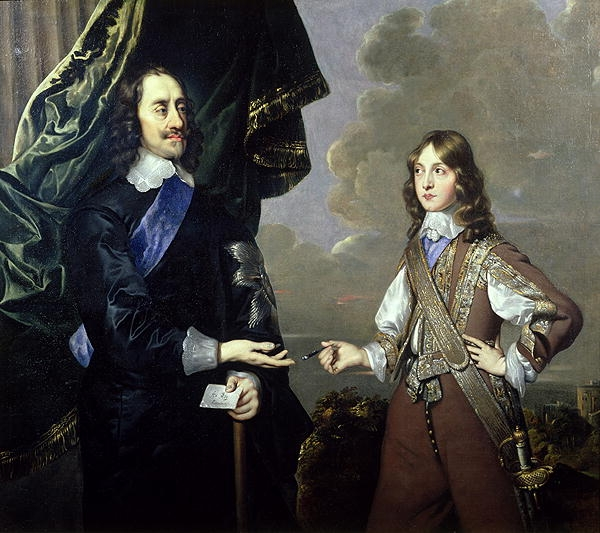
Sir Peter Lely, König Karl I. und der jugendliche Jakob II. (1647)

Jakob wurde am 14. Oktober 1633 im St James’s Palace in London geboren. Er war dritter Sohn König Karls I. von England, Schottland und Irland und Königin Henrietta Marias, der Tochter Heinrichs IV. von Frankreich. Da der erstgeborene 1629 am Tage der Geburt verstorben war, stand er in der Thronfolge nach dem Bruder, dem späteren König Karl II., an zweiter Stelle. Im Jahr 1644 wurde ihm der Titel eines Duke of York verliehen.
Während des Englischen Bürgerkriegs blieb er in der monarchistischen Hochburg Oxford, während der Vater die Streitkräfte des House of Commons und der Puritaner bekämpfte. Als die Stadt 1646 kapitulierte, wurde Jakob auf Anweisung des Parlaments im St James’s Palace unter Arrest gestellt, sein älterer Bruder floh nach Frankreich. 1648 konnte Jakob mit Unterstützung der Schriftstellerin Anne Halkett aus dem Palast entkommen und verkleidet nach Den Haag fliehen. Als König Karl I. 1649 von den Gegnern hingerichtet wurde, erklärten die Monarchisten Jakobs Bruder Karl II. zum König, der von Schottlands und Irlands Parlamenten anerkannt wurde. 1650 nach Schottland zurückgekehrt, wurde er im folgenden Jahr in Scone gekrönt. Nicht erringen konnte er seinerzeit die Krone Englands. 1651 wurde er in der Schlacht von Worcester von englischen Invasionstruppen besiegt und floh nach Frankreich.
Auch Jakob suchte Zuflucht in Frankreich. Dabei diente er in der französischen Armee unter Marschall Turenne. Als Bruder Karl im Jahr 1656 ein Bündnis mit Spanien, einem Gegner Frankreichs schloss, trat er der spanischen Armee bei, wo er unter Ludwig II. von Bourbon, Prinz von Condé diente. Sowohl Turenne als auch Condé lobten den Duke of York ob seiner militärischen Fähigkeiten.

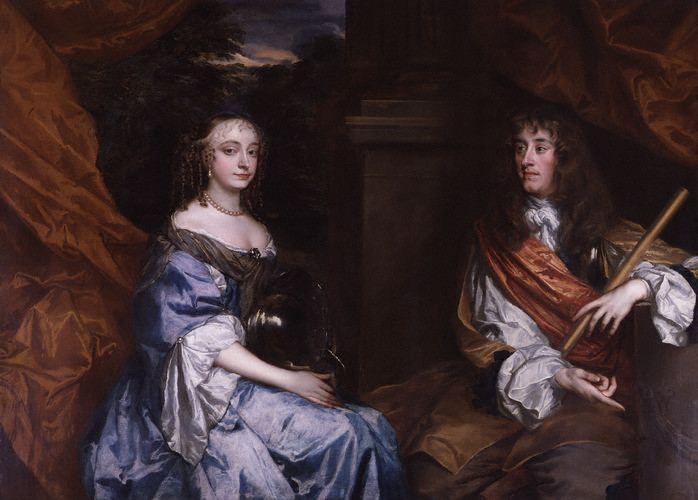
Peter Lely, Lady Anne Hyde und Jakob, National Portrait Gallery, London

Nach dem Tod Oliver Cromwells und der Amtsaufgabe von dessen Sohn Richard Cromwell rief das Parlament, um die politischen Wirren zu beenden, den Bruder Karl zurück nach England, wo er als Karl II. am 29. Mai 1660 den Thron bestieg. Jakob kehrte an der Seite des Bruders zurück. Obwohl er an erster Stelle der Thronfolge stand, erschien es unwahrscheinlich, dass er tatsächlich dessen Nachfolge antreten würde. König Karl II. war jung und unverheiratet, obgleich bereits Vater einiger illegitimer Kinder.
Jakob hatte angeblich am 24. November 1659 im niederländischen Breda heimlich Lady Anne Hyde, die Tochter des Edward Hyde, 1. Earl of Clarendon, des Leiters der Exilregierung Karls II. geheiratet. Am 3. September 1660 wurde die Vermählung in London in einer offiziellen Zeremonie wiederholt. Bereits im Folgemonat gebar die Duchess of York ihr erstes Kind.
Jakob, Duke of York, wurde zum Lord High Admiral ernannt und war Oberbefehlshaber der Royal Navy während des zweiten (1665–1667) und dritten Englisch-Niederländischen Seekriegs (1672–1674). Sein Staatssekretär im Marineamt, Samuel Pepys, beschrieb diese Zeit in seinem bekannten Tagebuch. Nachdem die Engländer 1664 Nieuw Nederland in Nordamerika erobert hatten, wurde die Stadt Nieuw Amsterdam zu seinen Ehren in New York umbenannt. Das 150 Meilen flussaufwärts am Hudson River liegende Fort Oranje wurde nach Duke of Albany, seinem zweiten Titel, in Albany umbenannt. Jakob war 1660 einer der Mitbegründer der Company of Royal Adventurers into Africa, ein Hauptbetreiber des britischen Sklavenhandels. Er stand auch der Royal African Company vor, die Transatlantischen Sklavenhandel betrieb.

## Religionskonflikte
1668 oder 1669 konvertierte Jakob zur katholischen Kirche. Seine protestantischen Gegner im Parlament unter der Führung von Anthony Ashley Cooper konnten mit der Verabschiedung der Testakte erreichen, dass alle zivilen und militärischen Staatsbediensteten einen Eid ablegen mussten, der mit der Lehre der katholischen Kirche unvereinbar war. Außerdem mussten sie nach dem Ritus der Church of England die Kommunion empfangen. Der Duke of York weigerte sich, den Eid abzulegen und die Kommunion zu empfangen und verzichtete auf seinen Posten als Lord High Admiral.

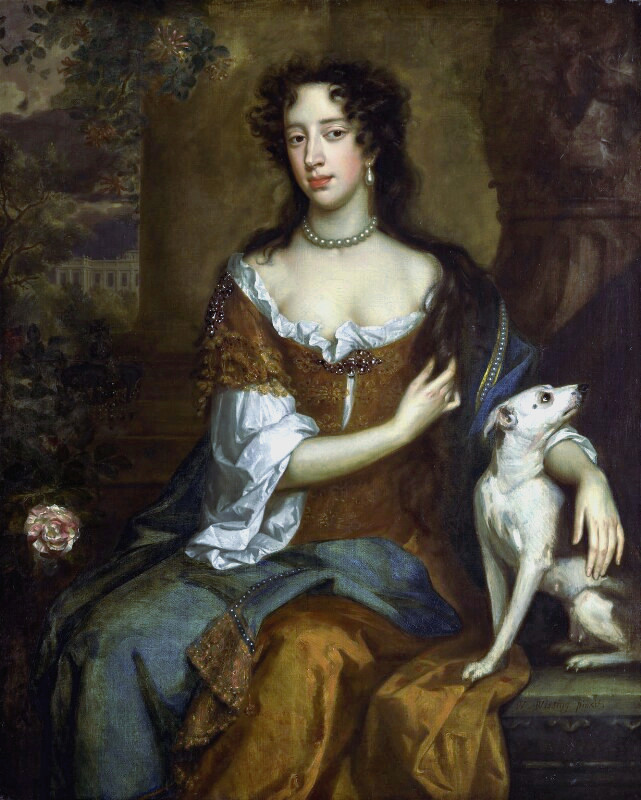
Willem Wissing, Prinzessin Maria Beatrix von Modena, 1685, National Portrait Gallery, London

König Karl II. widersetzte sich dem Konfessionswechsel seines Bruders und verlangte, dass die Kinder des Dukes als Protestanten erzogen wurden. Trotzdem erlaubte er seinem Bruder, der 1671 Witwer geworden war, 1673 die katholische Prinzessin Maria von Modena zu heiraten. Einige Engländer misstrauten der neuen Duchess of York und betrachteten sie als eine Agentin des Papstes.
Im Jahr 1677 versuchte der Duke of York die Protestanten zu beschwichtigen, indem er seiner Tochter Maria erlaubte, den protestantischen Statthalter der Niederlande, Prinz Wilhelm III. von Oranien, zu heiraten. Dieser war zugleich sein Neffe. Trotz der Zugeständnisse blieb die Furcht vor einem künftigen katholischen Monarchen bestehen. Sie wurde durch die fehlgeschlagenen Schwangerschaften der Frau seines Bruders, der Königin Katharina, noch verstärkt. Der aus der anglikanischen Kirche ausgestoßene Priester Titus Oates schürte den Unmut, indem er von einem päpstlichen Komplott zur Tötung Karls II. predigte, das angeblich zum Ziel hatte, den Duke of York auf den Thron zu setzen. Dieses frei erfundene Gerücht verursachte eine Welle antikatholischer Hysterie, die sich über die Nation ergoss. Der Duke of York entschloss sich in weiser Voraussicht, England zu verlassen und nach Brüssel zu gehen. Im Jahr 1680 wurde er zum Lord High Commissioner von Schottland ernannt und bezog den Holyrood Palace in Edinburgh.
In England unternahmen Lord Shaftesbury und andere den Versuch, den Duke of York aus der Thronfolge auszuschließen. Einige unter ihnen schlugen sogar vor, dass die Krone an den unehelichen Sohn Karls II., den Duke of Monmouth, gehen sollte. Als 1679 die Exclusion Bill kurz vor der Verabschiedung stand, löste König Karl II. das Parlament auf. Die Exclusion Bill trug auch zur Herausbildung des englischen Zweiparteiensystems bei. Die Whigs unterstützten das Gesetz, während die Tories sich diesem widersetzten. Zwei weitere Parlamente wurden 1680 und 1681 gewählt, wurden jedoch jeweils aus dem gleichen Grund wieder aufgelöst.
Nach der Auflösung des Parlaments 1681 wurde kein neues Parlament mehr einberufen. Die Popularität Karls II. war zu jener Zeit sehr groß. Deshalb konnte er dem Duke of York 1682 erlauben, nach England zurückzukehren. Dabei erlitt dieser vor der Küste von Great Yarmouth am 6. Mai 1682 Schiffbruch, als die Gloucester, ein 1654 vom Stapel gelaufenes 54-Kanonen-Schiff, auf eine Sandbank lief. Die Havarie wurde dadurch ausgelöst, dass der Duke of York sich mit dem Lotsen über den richtigen Kurs stritt. Da der Duke of York sich zunächst weigerte, das Schiff evakuieren zu lassen, kamen bis zu 250 Menschen ums Leben. Die Entdeckung des Wracks 2007 wurde zunächst aus Angst vor Schatzräubern geheim gehalten und im Juni 2022 bekanntgegeben.
Im Jahr 1683 scheiterte eine protestantische Verschwörung (Rye House Plot) mit dem Ziel, den König und seinen Bruder zu ermorden, kläglich. Stattdessen wuchs die Beliebtheit der beiden.

## König von England, Schottland und Irland

Königliches Wappen von Jakob II.

Karl II. starb 1685 ohne legitime Nachkommen und trat auf dem Sterbebett zum katholischen Glauben über, was nahelegt, dass er zu Lebzeiten wohl nur aus Gründen der Staatsraison offiziell am anglikanischen Glauben festgehalten hatte. Sein Bruder folgte ihm auf dem Thron nach und herrschte in England und Irland als Jakob II. und in Schottland als Jakob VII. Er wurde am 23. April 1685 in der Westminster Abbey gekrönt. Zunächst gab es nur wenig offenen Widerstand gegen den neuen Herrscher. Viele konservative Anglikaner unterstützten ihn sogar. Das neue Parlament, das im Mai 1685 zusammentrat, schien ihm wohlgesinnt und gewährte ihm ein großes Einkommen.
König Jakob II. musste sich mit der Monmouth-Rebellion des illegitimen Sohnes von Karl II., James Scott, 1. Duke of Monmouth, auseinandersetzen, der sich am 20. Juni 1685 zum König erklärt hatte. Die Rebellion endete mit der Niederlage der Rebellen in der Schlacht von Sedgemoor und der  Hinrichtung von James Scott im Tower of London. Obwohl der Duke of Monmouth keine öffentliche Unterstützung genossen hatte, begann Jakob bald, seinen Untertanen zu misstrauen. Seine Richter bestraften die Rebellen hart. Besonders berüchtigt war George Jeffreys, den man bald den Hängerichter nannte. Dieses harte Durchgreifen führte dazu, dass die Öffentlichkeit ihren König für barbarisch und grausam hielt. Um sich vor weiteren Rebellionen zu schützen, versuchte Jakob, eine große stehende Armee aufzubauen. Da er Katholiken als Führer mehrerer Regimenter einsetzte, geriet der König in Konflikt mit dem Parlament. Das Parlament wurde im November 1685 vertagt und sollte während der Herrschaft Jakobs nie wieder zusammentreten.
1685 entsandte Jakob II. den ihm treu ergebenen und als Theaterautor in England sehr bekannten George Etherege als Botschafter von England zum Reichstag nach Regensburg, um dort seine Politik zu vertreten und um Kontakt zum katholischen Schottenkloster St. Jakob aufzunehmen. Als Sekretär wurde Etherege begleitet von Hugh Hughes, der ein holländischer Spion war, was aber nicht entdeckt wurde. Hughes schickte seine Berichte an die Gegner von König Jakob II. in Holland. Darin stellte er Etherege, der sich zu einem überzeugten Anhänger des Königs entwickelte, sehr schlecht dar. Großes Aufsehen erregten in Regensburg die von Etherege 1688 organisierten Feiern anlässlich der Geburt des männlichen Thronfolgers James Francis Edward Stuart, zu denen alle Bürger von Regensburg und alle Gesandten am Reichstag geladen wurden. Die Gestaltung des Festes orientierte sich am Vorbild der in Regensburg erfolgten Kaiserkrönungen. Als Etherege in Regensburg von der Absetzung des von ihm verehrten Königs im Verlauf der Glorious Revolution erfuhr, folgte er dem König in das Exil nach Frankreich, wo er bald starb.
Die religiösen Spannungen verstärkten sich 1686. In einem Gerichtsverfahren wurden mehrere Richter gezwungen, ein Urteil zu sprechen, nach dem der König die religiösen Einschränkungen der Testakte suspendieren konnte. Damit konnte er seine Glaubensbrüder in höchsten Ämter im Königreich einsetzen. Er empfing am Hof den Nuntius Ferdinando D’Adda als ersten päpstlichen Botschafter am Hof seit den Zeiten von Königin Maria I. Besonders auch Jakobs Beichtvater, der Jesuit Edward Petre, wurde zum Gegenstand des protestantischen Zorns. Diese politischen Entscheidungen führten dazu, dass König Jakob die Unterstützung seiner früheren Verbündeten verlor.
Jakob befahl danach die Suspendierung von Henry Compton, dem antikatholischen Bischof von London. Weitere Anglikaner wurden aus ihren Ämtern entlassen. Mit der Nachsichtserklärung (Declaration of Indulgence) setzte er 1687 Gesetze außer Kraft, die Katholiken, aber auch religiöse Abweichler auf der protestantischen Seite, diskriminierten oder bestraften. Im selben Jahr löste Jakob das Parlament auf und führte weitere Reformen durch, um die Macht des Adels zu verringern. Um sich die einflussreichsten schottischen Adligen gewogen zu halten, unter denen das Haus Stuart mehr Sympathien genoss als in England, stiftete er 1687 den Distelorden.
Auch seine Politik gegenüber der University of Oxford rief Widerstand hervor. Er verprellte die Anglikaner, indem er wichtige Posten in zwei der wichtigsten Colleges, Christ Church College und University College, an Katholiken vergab. Er entließ darüber hinaus die protestantischen Professoren des Magdalen College und ersetzte sie gänzlich durch Katholiken.

## Glorious Revolution und Absetzung
Im April 1688 erließ Jakob die Nachsichtserklärung erneut und befahl kurz darauf den anglikanischen Klerikern, sie in ihren Kirchen zu verlesen. Als der Erzbischof von Canterbury, William Sancroft, und sechs andere Bischöfe ihm in einer Petition aufforderten, seine Religionspolitik zu überdenken, wurden sie festgenommen und wegen volksverhetzender Beleidigung vor Gericht gestellt. Das Gerichtsverfahren endete jedoch mit Freisprüchen. Die Beunruhigung in der Öffentlichkeit nahm zu, als Königin Maria im Juni 1688 einen Sohn und Erben, James Francis Edward, zur Welt brachte. Damit war eine katholische Thronfolge gesichert. Mehrere einflussreiche Protestanten, die sich durch eine katholische Dynastie bedroht sahen, verhandelten mit Wilhelm III. von Oranien, dem Schwiegersohn von König Jakob. Wilhelm III. galt als Vorkämpfer für die protestantische Sache, weil er gegen den katholischen König von Frankreich, Ludwig XIV., gekämpft hatte.

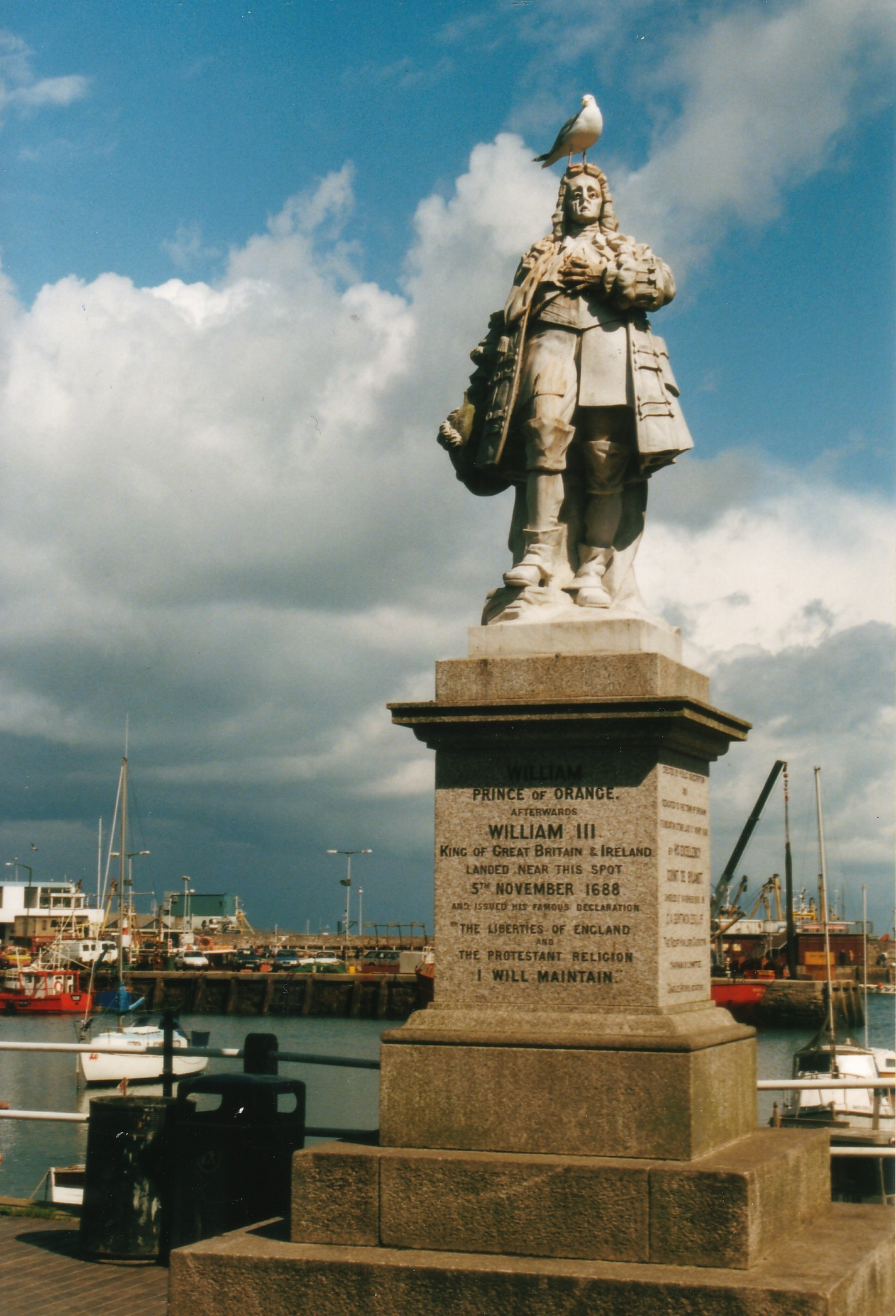
Statue von Wilhelm III. im Hafen von Brixham, wo er am 5. November 1688 mit seiner niederländischen Armee im Zuge der Glorious Revolution in England landete

Am 30. Juni 1688, am selben Tag, an dem die Bischöfe freigesprochen wurden, forderte eine Gruppe protestantischer Adliger Wilhelm III. von Oranien dazu auf, mit einer Armee nach England überzusetzen. Schon im September zeichnete sich ab, dass Wilhelm III. eine Invasion plante. Trotzdem lehnte König Jakob die Hilfe Ludwigs XIV. von Frankreich ab, da er fürchtete, die Engländer würden eine französische Intervention ablehnen. Auch glaubte Jakob irrtümlich, seine Armee sei der Konfrontation gewachsen. Aber als der Prinz von Oranien am 5. November 1688 in England anlegte, wurde Jakob von allen seinen protestantischen Offizieren im Stich gelassen. Seine eigene Tochter Anne schloss sich der Invasionsstreitmacht an, was den König zutiefst verletzte. Am 11. Dezember versuchte Jakob aus England zu fliehen, wobei er zunächst das Große Siegel des Königreichs in die Themse warf. Er wurde in Kent gefangen genommen. Wilhelm III. von Oranien beabsichtigte nicht, Jakob zum Märtyrer werden zu lassen, und ließ ihn am 23. Dezember entkommen. Jakob wurde in Frankreich von König Ludwig XIV. empfangen, der ihm einen Palast und eine großzügige Pension anbot.
Als Jakob sein Königreich verließ, gab es kein amtierendes Parlament. Ein Parlament konnte normalerweise nur vom herrschenden Monarchen einberufen werden. Da dieser aber fluchtartig das Land verlassen hatte, berief Wilhelm von Oranien ein Parlament, welches in Anklang an das Parlament, welches 1660 Karl II. auf den Thron zurückgerufen hatte, Konventionsparlament (Convention Parliament) genannt wurde. Das Parlament erklärte am 12. Februar 1689, dass der Fluchtversuch Jakobs am 11. Dezember eine Abdankung von der Regierung darstellte und der Thron dadurch frei geworden sei. Die Krone sei auch nicht auf den Sohn Jakobs II., James Francis Edward übergegangen, stattdessen wurde Jakobs Tochter Maria zur Königin erklärt. Sie sollte gemeinsam mit ihrem Ehemann Wilhelm III. von Oranien herrschen. Das schottische Parlament schloss sich am 11. April desselben Jahres dieser Entscheidung an.
Wilhelm III. und Maria II. gaben in der Folge einem Gesetz ihre Zustimmung, das als Bill of Rights (Bulle der Rechte) bezeichnet wird. Das Gesetz bestätigte die frühere Declaration of Rights, die Erklärung der Rechte, in der das Konventionsparlament die Flucht Jakobs als Abdankung interpretierte und Wilhelm und Maria zu König und Königin machte. Die Bill of Rights klagte Jakob II. auch des Machtmissbrauchs an. Unter anderem kritisierte sie die Außerkraftsetzung der Testakte, die Strafverfolgung der sieben Bischöfe, nur weil sie eine Petition eingereicht hatten, die Einrichtung eines stehenden Heeres und die Auferlegung grausamer Strafen. Das Gesetz klärte auch die Nachfolgefrage. Die Nächsten in der Thronfolge sollten die Kinder von Wilhelm und Maria sein, sofern sie welche bekämen. Den nächsten Rang in der Thronfolge sollten Prinzessin Anne und ihre Kinder einnehmen und danach die Kinder von Wilhelm aus einer möglichen weiteren Ehe.

## Spätere Jahre

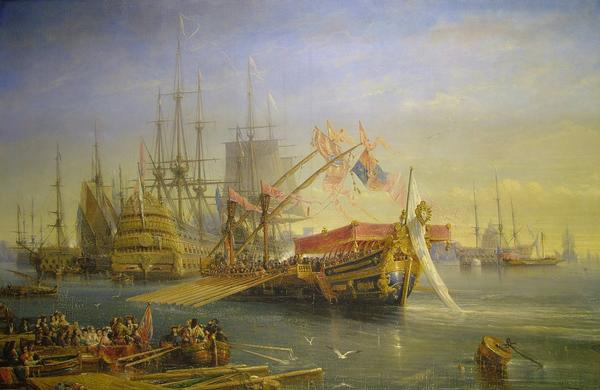
Einschiffung Jakobs (1689) mit der französischen Flotte von Brest nach Irland

Mit der französischen Armee auf seiner Seite, zu deren Unterstützung er eigens das gunmoney prägte, landete Jakob im März 1689 in Irland. Das irische Parlament war dem Beispiel des englischen nicht gefolgt und entschied, dass Jakob weiterhin König sei. Er wurde jedoch am 1. Juli 1690 (12. Juli nach gregorianischem Kalender) in der Schlacht am Boyne besiegt. Er floh von Kinsale aus nach Frankreich. Seine persönliche Feigheit kostete ihn einen großen Teil seiner Unterstützung und brachte ihm in Irland den unrühmlichen Spitznamen 'James the be-shitten' ein.
In Frankreich durfte Jakob im Schloss Saint-Germain-en-Laye leben. 1696 wurde ein Versuch gemacht, ihn durch den Mord an Wilhelm III. auf den Thron zu bringen. Der Mordversuch scheiterte aber. Jakob schlug im selben Jahr das Angebot Ludwigs XIV. aus, ihn zum König von Polen wählen zu lassen, weil er fürchtete, die Annahme der polnischen Krone würde ihn in den Augen seiner Landsleute in England unvereinbar mit der Krone von England machen. Danach bot Ludwig XIV. Jakob keine weitere Hilfe mehr an. Diese Entscheidung wurde 1697 durch den Frieden von Rijswijk mit Wilhelm III. festgeschrieben. Während seiner letzten Jahre lebte Jakob als strenger Büßer. Er starb 1701 an einem Schlaganfall in Saint-Germain-en-Laye, wo er begraben wurde.

## Erbe
Jakobs jüngere Tochter Anne bestieg den Thron, als Wilhelm III. 1702 starb. Maria II. war bereits 1694 gestorben. Der Act of Settlement von 1701 bestimmte, dass die in der Bill of Rights festgeschriebene Thronfolge auf eine entfernte deutsche Cousine, Sophie von der Pfalz, und ihre protestantischen Nachkommen übergehen sollte, wenn die herrschende Erblinie aussterben würde. Als Königin Anne 1714, kurz nach Sophie, starb, fiel die Krone an Sophies Sohn Georg I., den Kurfürsten von Braunschweig-Lüneburg, und somit an das Haus Hannover.
Der Sohn Jakobs II., James Francis Edward Stuart, nahm sich der jakobitischen Sache an. Er wurde von seinen Anhängern James III. und VIII. genannt und von seinen Gegnern der „Alte Thronanwärter“ (The Old Pretender). Er führte kurz nach der Thronbesteigung Georgs I. einen Aufstand in Schottland an, wurde jedoch besiegt. Weitere Aufstände wurden ebenfalls niedergeschlagen. Seit dem fehlgeschlagenen Aufstand von 1745 wurden keine ernsthaften Versuche mehr unternommen, die Stuarts wieder auf den Thron zu bringen. Es gibt jedoch noch immer Einzelne, die Anhänger der jakobitischen Sache sind.
James Francis Edward starb 1766 und wurde von seinem Sohn Charles Edward Stuart beerbt, der als der „Junge Thronanwärter“ (The Young Pretender) bezeichnet wurde. Auf Charles Edward folgte sein jüngerer Bruder Henry Benedict Stuart, der Kardinalbischof von Frascati war. Henry Benedict war der letzte legitime Nachkomme Jakobs II. Bei seinem Tod 1807 ging der jakobitische Anspruch auf den direktesten Nachkommen Karls I. über, König Karl Emanuel IV. von Sardinien, einen Enkel von Jakobs II. jüngster Schwester Henriette. Der gegenwärtige dynastische Erbe des Jakobitenanspruchs ist, über mehrfache weibliche Erbfolge, Herzog Franz von Bayern. Obwohl dieser den Thron nicht beansprucht, wird er von den Jakobiten Francis II. genannt.

## Nachkommen

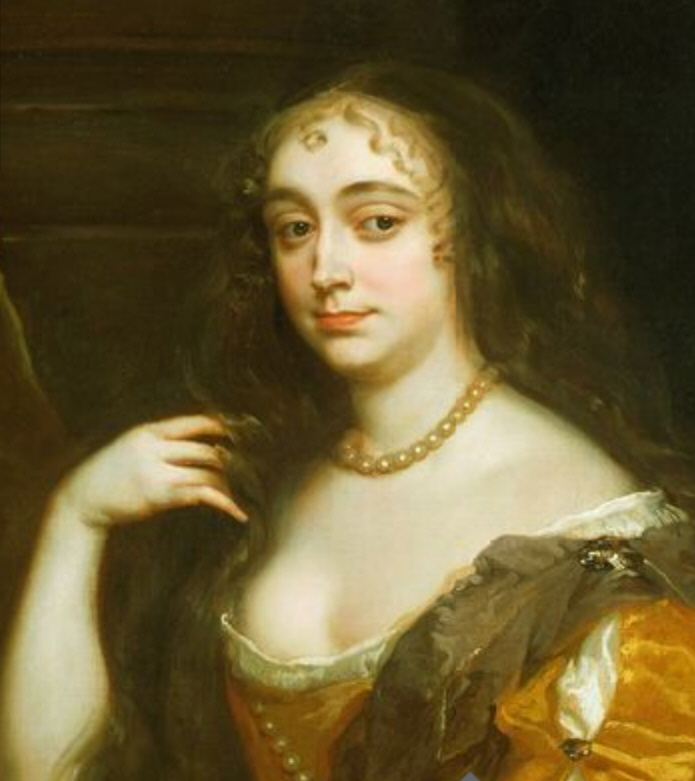
Lady Anne Hyde (um 1662), Gemälde von Sir Peter Lely

Am 24. November 1659 heiratete Jakob in erster Ehe Lady Anne Hyde, mit der er folgende acht Kinder hatte:
- Charles (* 22. Oktober 1660; † 5. Mai 1661)
- Maria II. (* 1662; † 1694) ⚭ König Wilhelm III.
- James (* 12. Juli 1663; † 20. Juni 1667)
- Anne (* 1665; † 1714) ⚭ Prinz Georg von Dänemark
- Charles (* 4. Juli 1666; † 22. Mai 1667)
- Edgar (* 14. September 1667; † 8. Juni 1671)
- Henrietta (* 13. Januar 1669; † 15. November 1669)
- Catherine (* 9. Februar 1671; † 5. Dezember 1671)

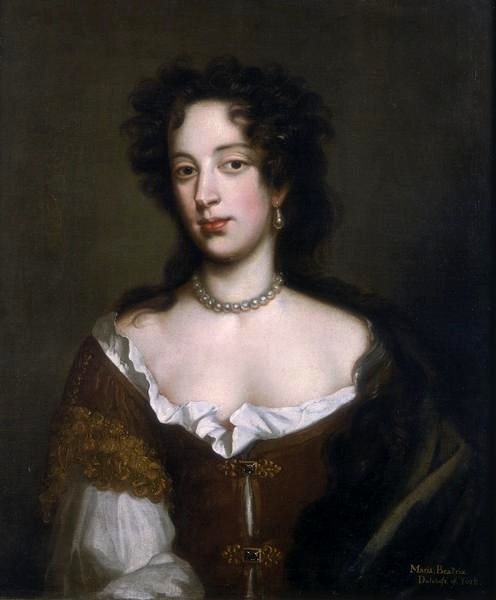
Prinzessin Maria Beatrix von Modena (1680), Porträt von Willem Wissing

In zweiter Ehe heiratete er am 21. November 1673 Prinzessin Maria Beatrix von Modena, Tochter von Alfonso IV. d’Este, mit der er folgende sieben Kinder hatte:
- Catherine Laura (* 10. Januar 1675; † 3. Oktober 1675)
- Isabella (* 18. August 1676; † 2. März 1681)
- Charles (* 7. November 1677; † 12. Dezember 1677)
- Elizabeth (* 1678; † 1678)
- Charlotte Maria (* 16. August 1682; † 6. Oktober 1682)
- James Francis Edward, genannt the Old Pretender (* 1688; † 1766)
- Louisa Maria Theresa (* 1692; † 1712)

Zudem war er Vater der unehelichen Kinder
- mit Arabella Churchill:
  - Henrietta FitzJames (* 1667; † 1730)
  - Jakob FitzJames (* 1670; † 1734)
  - Henry Fitzjames (* 1673; † 1702)
  - Arabella Ignatia FitzJames (* 1674; † 1704)
- mit Catherine Sedley:
  - Catherine Darnley (* 1680; † 1743)
  - James Darnley (* 1684; † 1685)
  - Charles Darnley (* 1686; † 1687)

## Ahnentafel
| Henry Stuart, Lord Darnley | Henry Stuart, Lord Darnley | Henry Stuart, Lord Darnley | Henry Stuart, Lord Darnley | Henry Stuart, Lord Darnley | Henry Stuart, Lord Darnley |                          |                          | Maria Stuart             | Maria Stuart             | Maria Stuart | Maria Stuart | Maria Stuart | Maria Stuart |         |         | Friedrich II. v. Dänemark und Norwegen | Friedrich II. v. Dänemark und Norwegen | Friedrich II. v. Dänemark und Norwegen | Friedrich II. v. Dänemark und Norwegen | Friedrich II. v. Dänemark und Norwegen | Friedrich II. v. Dänemark und Norwegen |                   |                   | Sophie von Mecklenburg | Sophie von Mecklenburg | Sophie von Mecklenburg | Sophie von Mecklenburg | Sophie von Mecklenburg | Sophie von Mecklenburg |  |  | Antoine de Bourbon | Antoine de Bourbon | Antoine de Bourbon | Antoine de Bourbon | Antoine de Bourbon          | Antoine de Bourbon          |                             |                             | Jeanne d’Albret             | Jeanne d’Albret             | Jeanne d’Albret | Jeanne d’Albret | Jeanne d’Albret                | Jeanne d’Albret                |                                |                                | Francesco de’ Medici           | Francesco de’ Medici           | Francesco de’ Medici | Francesco de’ Medici | Francesco de’ Medici | Francesco de’ Medici |                  |                  | Johanna von Österreich | Johanna von Österreich | Johanna von Österreich | Johanna von Österreich | Johanna von Österreich | Johanna von Österreich |
| Henry Stuart, Lord Darnley | Henry Stuart, Lord Darnley | Henry Stuart, Lord Darnley | Henry Stuart, Lord Darnley | Henry Stuart, Lord Darnley | Henry Stuart, Lord Darnley |                          |                          | Maria Stuart             | Maria Stuart             | Maria Stuart | Maria Stuart | Maria Stuart | Maria Stuart |         |         | Friedrich II. v. Dänemark und Norwegen | Friedrich II. v. Dänemark und Norwegen | Friedrich II. v. Dänemark und Norwegen | Friedrich II. v. Dänemark und Norwegen | Friedrich II. v. Dänemark und Norwegen | Friedrich II. v. Dänemark und Norwegen |                   |                   | Sophie von Mecklenburg | Sophie von Mecklenburg | Sophie von Mecklenburg | Sophie von Mecklenburg | Sophie von Mecklenburg | Sophie von Mecklenburg |  |  | Antoine de Bourbon | Antoine de Bourbon | Antoine de Bourbon | Antoine de Bourbon | Antoine de Bourbon          | Antoine de Bourbon          |                             |                             | Jeanne d’Albret             | Jeanne d’Albret             | Jeanne d’Albret | Jeanne d’Albret | Jeanne d’Albret                | Jeanne d’Albret                |                                |                                | Francesco de’ Medici           | Francesco de’ Medici           | Francesco de’ Medici | Francesco de’ Medici | Francesco de’ Medici | Francesco de’ Medici |                  |                  | Johanna von Österreich | Johanna von Österreich | Johanna von Österreich | Johanna von Österreich | Johanna von Österreich | Johanna von Österreich |
|                            |                            |                            |                            |                            |                            |                          |                          |                          |                          |              |              |              |              |         |         |                                        |                                        |                                        |                                        |                                        |                                        |                   |                   |                        |                        |                        |                        |                        |                        |  |  |                    |                    |                    |                    |                             |                             |                             |                             |                             |                             |                 |                 |                                |                                |                                |                                |                                |                                |                      |                      |                      |                      |                  |                  |                        |                        |                        |                        |                        |                        |
|                            |                            |                            |                            | Jakob VI. von Schottland   | Jakob VI. von Schottland   | Jakob VI. von Schottland | Jakob VI. von Schottland | Jakob VI. von Schottland | Jakob VI. von Schottland |              |              |              |              |         |         |                                        |                                        |                                        |                                        | Anna von Dänemark                      | Anna von Dänemark                      | Anna von Dänemark | Anna von Dänemark | Anna von Dänemark      | Anna von Dänemark      |                        |                        |                        |                        |  |  |                    |                    |                    |                    | Heinrich IV. von Frankreich | Heinrich IV. von Frankreich | Heinrich IV. von Frankreich | Heinrich IV. von Frankreich | Heinrich IV. von Frankreich | Heinrich IV. von Frankreich |                 |                 |                                |                                |                                |                                |                                |                                |                      |                      | Maria de’ Medici     | Maria de’ Medici     | Maria de’ Medici | Maria de’ Medici | Maria de’ Medici       | Maria de’ Medici       |                        |                        |                        |                        |
|                            |                            |                            |                            | Jakob VI. von Schottland   | Jakob VI. von Schottland   | Jakob VI. von Schottland | Jakob VI. von Schottland | Jakob VI. von Schottland | Jakob VI. von Schottland |              |              |              |              |         |         |                                        |                                        |                                        |                                        | Anna von Dänemark                      | Anna von Dänemark                      | Anna von Dänemark | Anna von Dänemark | Anna von Dänemark      | Anna von Dänemark      |                        |                        |                        |                        |  |  |                    |                    |                    |                    | Heinrich IV. von Frankreich | Heinrich IV. von Frankreich | Heinrich IV. von Frankreich | Heinrich IV. von Frankreich | Heinrich IV. von Frankreich | Heinrich IV. von Frankreich |                 |                 |                                |                                |                                |                                |                                |                                |                      |                      | Maria de’ Medici     | Maria de’ Medici     | Maria de’ Medici | Maria de’ Medici | Maria de’ Medici       | Maria de’ Medici       |                        |                        |                        |                        |
|                            |                            |                            |                            |                            |                            |                          |                          |                          |                          |              |              |              |              |         |         |                                        |                                        |                                        |                                        |                                        |                                        |                   |                   |                        |                        |                        |                        |                        |                        |  |  |                    |                    |                    |                    |                             |                             |                             |                             |                             |                             |                 |                 |                                |                                |                                |                                |                                |                                |                      |                      |                      |                      |                  |                  |                        |                        |                        |                        |                        |                        |
|                            |                            |                            |                            |                            |                            |                          |                          |                          |                          |              |              | Karl I.      | Karl I.      | Karl I. | Karl I. | Karl I.                                | Karl I.                                |                                        |                                        |                                        |                                        |                   |                   |                        |                        |                        |                        |                        |                        |  |  |                    |                    |                    |                    |                             |                             |                             |                             |                             |                             |                 |                 | Henrietta Maria von Frankreich | Henrietta Maria von Frankreich | Henrietta Maria von Frankreich | Henrietta Maria von Frankreich | Henrietta Maria von Frankreich | Henrietta Maria von Frankreich |                      |                      |                      |                      |                  |                  |                        |                        |                        |                        |                        |                        |
|                            |                            |                            |                            |                            |                            |                          |                          |                          |                          |              |              | Karl I.      | Karl I.      | Karl I. | Karl I. | Karl I.                                | Karl I.                                |                                        |                                        |                                        |                                        |                   |                   |                        |                        |                        |                        |                        |                        |  |  |                    |                    |                    |                    |                             |                             |                             |                             |                             |                             |                 |                 | Henrietta Maria von Frankreich | Henrietta Maria von Frankreich | Henrietta Maria von Frankreich | Henrietta Maria von Frankreich | Henrietta Maria von Frankreich | Henrietta Maria von Frankreich |                      |                      |                      |                      |                  |                  |                        |                        |                        |                        |                        |                        |
|                            |                            |                            |                            |                            |                            |                          |                          |                          |                          |              |              |              |              |         |         |                                        |                                        |                                        |                                        |                                        |                                        |                   |                   |                        |                        |                        |                        |                        |                        |  |  |                    |                    |                    |                    |                             |                             |                             |                             |                             |                             |                 |                 |                                |                                |                                |                                |                                |                                |                      |                      |                      |                      |                  |                  |                        |                        |                        |                        |                        |                        |
|                            |                            |                            |                            |                            |                            |                          |                          |                          |                          |              |              |              |              |         |         |                                        |                                        |                                        |                                        |                                        |                                        |                   |                   |                        |                        |                        |                        | Jakob                  |                        |  |  |                    |                    |                    |                    |                             |                             |                             |                             |                             |                             |                 |                 |                                |                                |                                |                                |                                |                                |                      |                      |                      |                      |                  |                  |                        |                        |                        |                        |                        |                        |